# كينيث رادو
كينيث رادو (بالإنجليزية: Kenneth Radu)‏ (1945، وندسور في كندا)؛ شاعر وروائي كندي.